# Pieczyska (powiat wieruszowski)
Pieczyska – wieś w Polsce położona w województwie łódzkim, w powiecie wieruszowskim, w gminie Wieruszów.
W Pieczyskach znajduje się przystanek kolejowy na trasie kolejowej Wieluń – Kępno, na którym zatrzymują się pociągi osobowe.
W latach 1975–1998 miejscowość położona była w województwie kaliskim.